# ليكس بيلي
ليكس بيلي (بالإنجليزية: Lex Baillie)‏ (6 يوليو 1966 في المملكة المتحدة - ) هو مدرب كرة قدم ولاعب كرة قدم بريطاني في مركز الدفاع. لعب مع دونفرملين أثلتيك ونادي سانت ميرين ونادي سلتيك.

## وصلات خارجية
- ليكس بيلي على موقع قاعدة بيانات كرة القدم.إي يو (الإنجليزية)